# Alice Evans
Alice Catherine Evans (ur. 29 stycznia 1881, zm. 5 września 1975) – amerykańska mikrobiolog, która pracowała naukowo w Departamencie Rolnictwa Stanów Zjednoczonych, gdzie badała bakterie w mleku i serach. Dowiodła, że Brucella abortus (wtedy zwana Bacillus abortus) wywołuje brucelozę (zwaną również gorączką falującą lub gorączką maltańską) zarówno u bydła, jak i u ludzi.

## Młodość i edukacja
Urodziła się na farmie w Sheffield w Bradford County, w stanie Pensylwania. Jej ojcem był William Howell, rolnik i geodeta, a matką Anne B. Evans, nauczycielka. Uczęszczała do Susquehanna Collegiate Institute w mieście Towanda, gdzie grała w żeńskiej drużynie koszykarskiej, a później została nauczycielką. Po czterech latach nauki podjęła bezpłatne studia w Cornell University, które były przeznaczone dla wiejskich nauczycieli. W 1909 roku ukończyła licencjat z bakteriologii w Cornell University. Evans była pierwszą kobietą, która otrzymała stypendium na studiowanie bakteriologii na University of Wisconsin-Madison, gdzie rok później obroniła tytuł magistra.

## Praca i odkrycia
Evans przez trzy lata pracowała na stanowisku federalnym jako bakteriolog w dziale nabiału Biura Hodowli Zwierzęcej w Departamencie Rolnictwa Stanów Zjednoczonych w Madison w stanie Wisconsin. Jej celem było znalezienie metod ulepszenia smaku sera cheddar. Przez te trzy lata była współautorem czterech artykułów naukowych na temat badań nad nabiałem. W 1913 roku wyjechała do Waszyngtonu, gdzie rozpoczęła własne badania nad bakteriami rozmnażającymi się w krowich wymionach i przedostających się do mleka. Bruceloza była w tym czasie znana jako przyczyna zakaźnego poronienia u zdrowych krów i uważana za nieszkodliwą dla człowieka. Evans jako pierwsza wykazała, że choroba u krów może być przyczyną brucelozy u ludzi, choroby znanej wówczas jako gorączka falująca lub maltańska. Przekazała swoje wnioski do Amerykańskiego Stowarzyszenia Bakteriologów w 1917 roku i opublikowała pracę w Journal of Infectious Diseases w 1918 roku.
Evans ostrzegła, że surowe mleko musi być pasteryzowane, aby chronić ludzi przed różnymi chorobami. Spotkała się ze sceptycyzmem, szczególnie dlatego, że była kobietą i nie miała stopnia doktora.  W latach 20. jej postulaty zostały potwierdzone przez innych naukowców i Brucella została uznana za przyczynę brucelozy. Jej prace doprowadziły do powszechnej pasteryzacji mleka w latach 30. W rezultacie zachorowalność na brucelozę znacząco spadła.
W 1918 roku Evans dołączyła do United States Public Health Service, gdzie pracowała w laboratorium higieny w dziedzinie chorób zakaźnych nad epidemicznym zapaleniem opon mózgowych i grypą. Tam też w 1922 roku zaraziła się gorączką falującą, która w tym czasie była chorobą nieuleczalną i wpływała negatywnie na jej zdrowie na kolejne trzydzieści lat. Evans oficjalnie odeszła na emeryturę w 1945 roku, ale nadal pracowała w dziedzinie bakteriologii. Wygłaszała adresowane do kobiet przemówienia dotyczące rozwoju kariery, zwłaszcza kariery naukowej. Zmarła na udar mózgu 5 września 1975 roku w Aleksandrii w stanie Wirginia.
W 1969 roku Evans podarowała zbiór swoich prac bibliotece National Library of Medicine, gdzie również można znaleźć jej nieopublikowane wspomnienia.

## Nagrody i wyróżnienia
- Wybrana w 1928 roku jako pierwsza kobieta na prezydenta Society of American Bacteriologists, obecne American Society for Microbiology[6]
- Nagrodzona honorowym dyplomem w dziedzinie medycyny przez Medical College of Pennsylvania (1934)[3]
- Nagrodzona tytułami doktora honoris causa przez Wilson College (1936)[7] i University of Wisconsin–Madison (1948)[8]
- Honorowa prezeska Inter-amerykańskiego Komitetu na rzecz Zwalczania Brucelozy (1945-57)[9]
- Honorowa członkini American Society for Microbiology (1975)[9]
- Umieszczona na amerykańskiej liście National Women's Hall of Fame (1993)[10]